# مرا فراموش نکن (پروانه)
مرا فراموش نکن (نام علمی: Catochrysops strabo) نام یک گونه پروانه از تیره پرنیان‌بالان است. این گونه در مناطقی از قاره آسیا مثل هندوستان، فیلیپین، هندوچین فرانسوی، سیکیم ،سری‌لانکا و سولاوسی زندگی می‌کند.

## نگارخانه

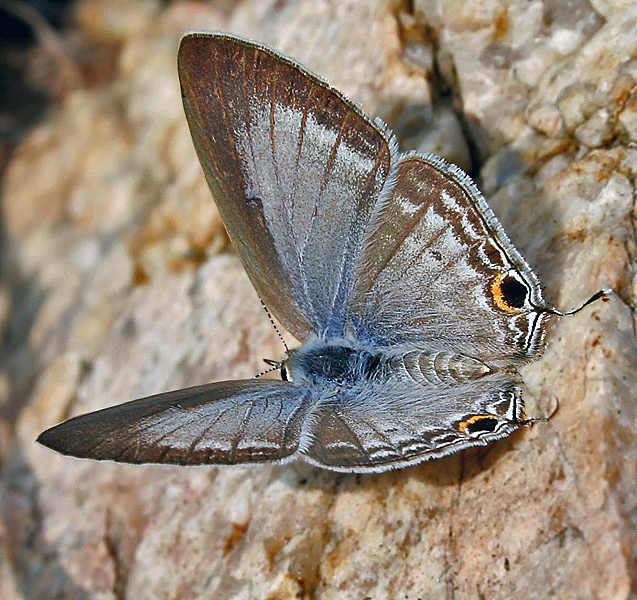
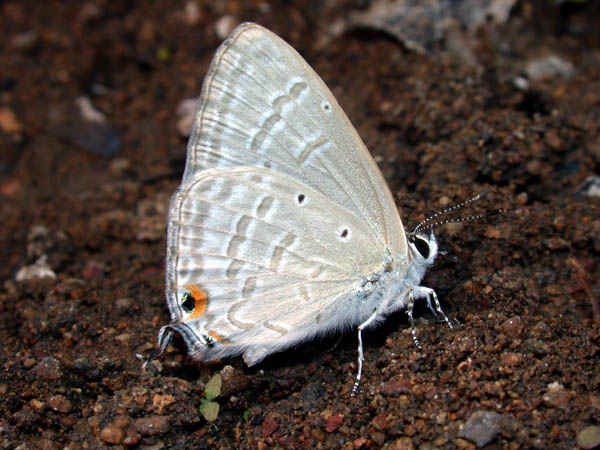
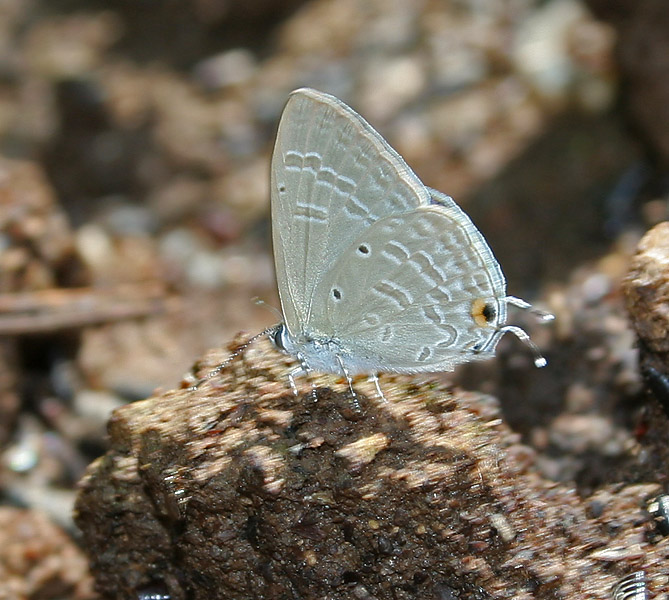
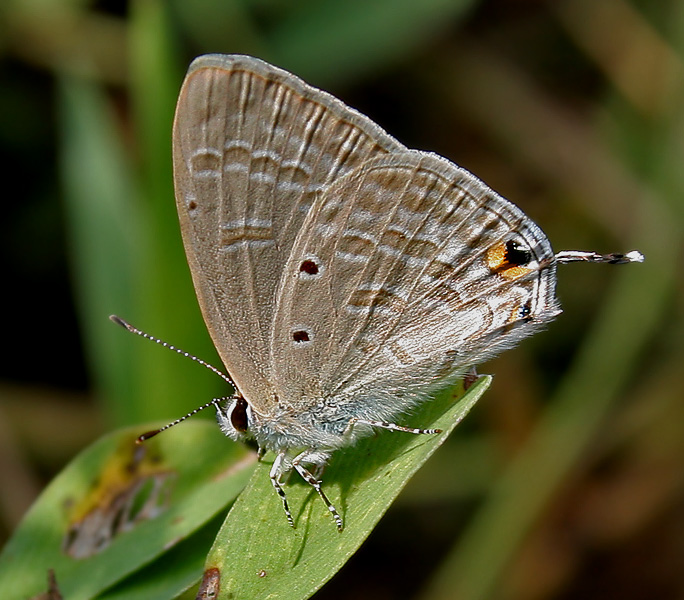